# Ponera exotica
Ponera exotica is een mierensoort uit de onderfamilie van de Ponerinae. De wetenschappelijke naam van de soort is voor het eerst geldig gepubliceerd in 1962 door Smith, M.R..